# Bernd Krauss
Bernd Krauss (Dortmund, 1957. május 8. –) osztrák válogatott német-osztrák labdarúgó, hátvéd, edző.

## Pályafutása

### Klubcsapatban
1971-ben a BSV Schüren korosztályos csapatában kezdte a labdarúgást. 1976–77-ben a Borussia Dortmund, 1977 és 1983 között az osztrák Rapid Wien labdarúgója volt. A Rapiddal két bajnok címet és egy osztrák kupagyőzelmet ért el. 1983 és 1990 között a Borussia Mönchengladbach csapatában szerepelt.

### A válogatottban
1981 és 1984 között 22 alkalommal szerepelt az osztrák válogatottban. Tagja volt az 1982-es spanyolországi világbajnokságon részt vevő csapatnak.

### Edzőként
1988–89-ben az SC Kapellen-Erftnél kezdte edzői pályafutását. 1989–90-ben a Borussia Mönchengladbach, 1990–91-ben az 1. FC Köln amatőr csapatának a szakmai munkáját irányította. 1991 és 1996 között a Borussia Mönchengladbach vezetőedzője volt. 1997 és 1999 között a spanyol Real Sociedad, 2000-ben a Borussia Dortmund, 2001–02-ben a spanyol RCD Mallorca, 2002-ben a görög Árisz Theszaloníkisz csapatainál tevékenykedett. 2004-ben az osztrák VfB Admira Wacker Mödling, 2005-ben az iráni Pegah Guilan, az egyesült arab emírségekbeli Bani Yas SC, 2006, a spanyol CD Tenerife, 2007-ben az osztrák SK Schwadorf vezetőedzőjeként dolgozott. 2012-ben a tunéziai Étoile Sportive du Sahel edzője volt.

## Sikerei, díjai

### Játékosként
Rapid Wien
- Osztrák bajnokság
  - bajnok (2): 1981–82, 1982–83
- Osztrák kupa
  - győztes: 1983

 Borussia Mönchengladbach
- Nyugatnémet kupa
  - döntős: 1984

### Edzőként
Borussia Mönchengladbach
- Német kupa (DFB Pokal)
  - győztes: 1995
  - döntős: 1992